# Norsk Utvandrermuseum

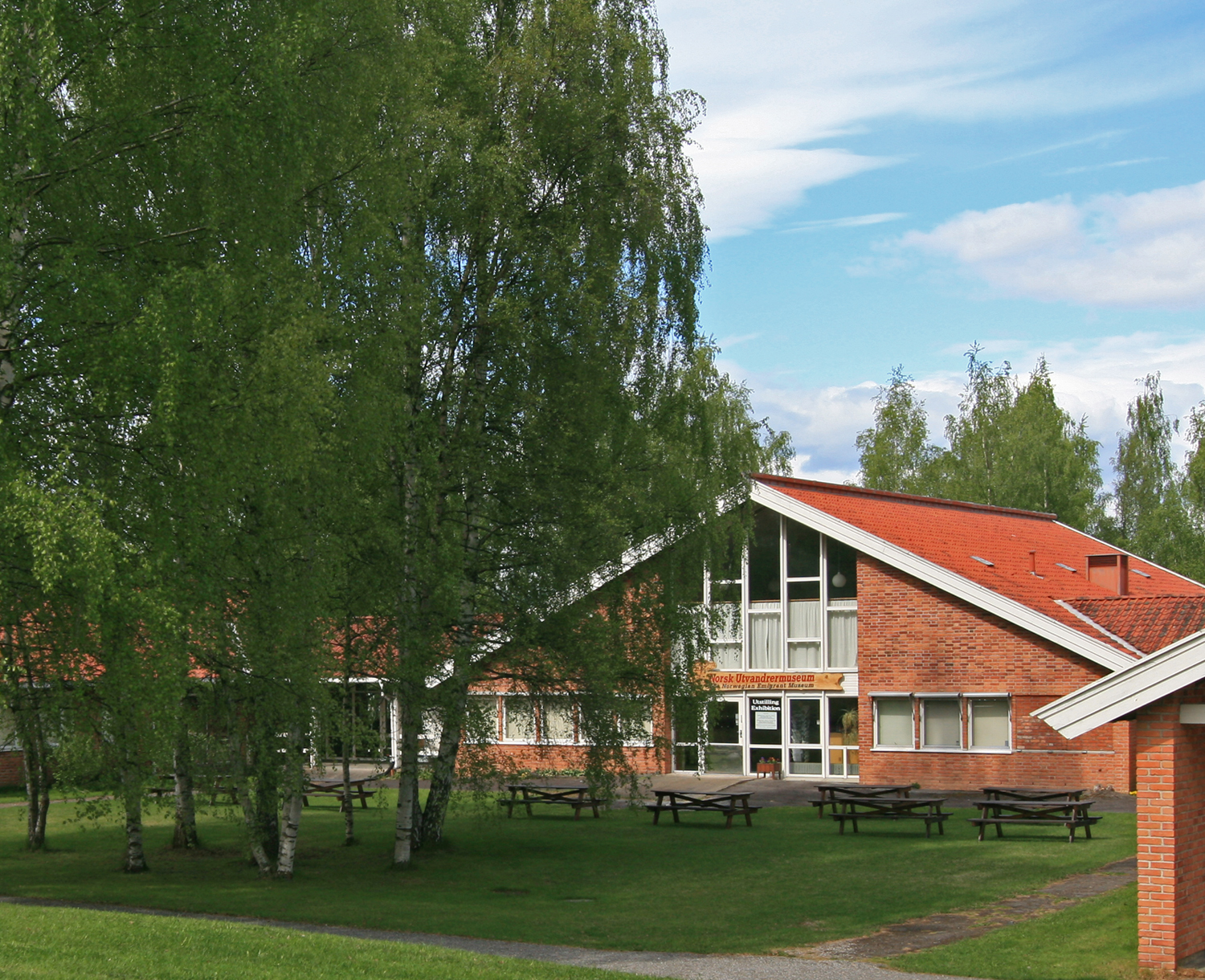
Hauptgebäude des Norsk Utvandrermuseum, 2008

Das Norsk Utvandrermuseum in der Kommune Stange in Norwegen, ist ein Migrations- und Freilichtmuseum.
Mehr als eine Million Norweger wanderten zwischen 1825 und dem Jahr 2000 weltweit aus; circa 80 % davon in die USA, 5 % nach Kanada und der Rest in alle anderen Erdteile. 1914 entstand die Idee, ein Migrationsmuseum in Norwegen zu gründen, aber erst 1954 wurde aus Norddakota dafür ein Blockhaus zunächst nach Bygdøy gebracht und dort ausgestellt. Seit 1955 fungiert es als Migrationsmuseum. Heute ist das Blockhaus Teil des Freilichtmuseums im Ortsteil Ottestad in der Kommune Stange.